# دوري آزادغان
دوري آزادغان أو دوري آزادكان (بالفارسية: ليگ آزادگان) هي بطولة رسمية لكرة القدم تشارك فيها أندية إيرانية ، وأنطلقت البطولة عام 1991، والمعروف أيضًا باسم دوري الدرجة الأولى (بالفارسية: لیگ یک) ، هو ثاني أعلى قسم لكرة القدم المحترفة في إيران. كان سابقاً هو الدوري الممتاز لكرة القدم في إيران منذ تأسيسه في عام 1991 حتى عام 2001 ، عندما تم تأسيس دوري المحترفين الإيراني في 2001 تحت مسمى دوري الخليج الفارسي. منذ ذلك العام أصبح يتم في كل عام ترقية أفضل الفرق المتصدرة في دوري آزادكان إلى دوري المحترفين الإيراني، ويتم تخفيض أدنى الفرق إلى دوري الدرجة الثانية.
منذ عام 2016 ، يضم الدوري 18 فريقًا. يتم ترقية الفائز والمركز الثاني في دوري آزادكان تلقائيًا إلى دوري المحترفين الإيراني. يتم إقصاء الفرق الثلاثة السفلية في الدوري إلى دوري القسم الثاني. في الماضي ، تم تغيير شكل وعدد الفرق لعدة مرات مختلفة.

## التأسيس
| العام                      | البطل         | الوصيف        |
| -------------------------- | ------------- | ------------- |
| دوري آزادكان (القسم الأول) |               |               |
| 1991-92                    | باس طهران     | استقلال طهران |
| 1992-93                    | باس طهران     | برسبوليس      |
| 1993-94                    | سايبا         | برسبوليس      |
| 1994-95                    | سايبا         | استقلال طهران |
| 1995-96                    | برسبوليس      | بهمن كرج      |
| 1996-97                    | برسبوليس      | بهمن كرج      |
| 1997-98                    | استقلال طهران | باس طهران     |
| 1998-99                    | برسبوليس      | استقلال طهران |
| 1999-2000                  | برسبوليس      | استقلال طهران |
| 2000-01                    | استقلال طهران | برسبوليس      |

في عام 1991 تم تأسيس دوري آزادكان كأعلى قسم لكرة القدم الإيرانية. تم تسمية الدوري باسم دوري آزادكان تكريما لأسرى الحرب الإيرانيين الذين أطلق سراحهم. آزادكان تعني الأحرار أو المحررين بالفارسية. بدأ الدوري بشكل 12 فريقًا في الموسم الأول. في موسم دوري آزادغان 1992-1993 الدوري تغير شكله. شارك 16 ناديًا في مجموعتين من ثمانية فرق. كان نادي باس طهران البطل في الموسمين دوري آزادغان 1991-1992 ودوري آزادغان 1992-1993. نادي استقلال طهران هبط للمرة الأولى في تاريخه عام 1993. قبل بداية موسم دوري آزادغان 1993-94 ، تغير شكل الدوري مرة أخرى. شارك 14 فريقا في مجموعة واحدة. فاز نادي سايبا بلقب دوري آزادكان و المركز الثاني نادي برسبوليس. بعد عام واحد فقط تغير شكل الدوري مرة أخرى. شارك 24 ناديًا في مجموعتين من 12 فريقًا. دوري آزادغان 1994-95 دافع نادي سايبا عن لقبه في المباراة النهائية ضد نادي استقلال طهران.
قبل بداية موسم 1995-1996 ، تغير شكل الدوري مرة أخرى. شارك 16 فريقًا في مجموعة واحدة حتى عام 1999. كان برسبوليس البطل في دوري آزادغان 1995-1996 ، دوري آزادغان 1996-97 ودوري آزادغان 1998-1999، بينما أصبح استقلال طهران بطلًا في موسم دوري آزادغان 1997-1998. في عام 1999 تم تخفيض عدد فرق الدوري إلى 14 فريقًا. وفاز برسبوليس بموسم 1999-2000 ، متقدماً عن منافسه استقلال طهران. كان موسم دوري آزادغان 2000–01 هو العام الأخير في دوري آزادكان بصفته دوري كرة القدم الأعلى مستوى في إيران. أصبح استقلال طهران بطل الدوري المكون من 12 فريقا.

## القسم الثاني
| العام                                | البطل               | الوصيف             |
| ------------------------------------ | ------------------- | ------------------ |
| دوري آزادكان (القسم الثاني حتى الآن) |                     |                    |
| دوري آزادغان 2001-02                 | استقلال أهواز       | صنعت نفط عبادان    |
| دوري آزادغان 2002-2003               | شموشك نوشهر         | بكاه كيلان (داماش) |
| دوري آزادغان 2003-2004               | صبا باتري قم        | ملوان انزلي        |
| دوري آزادغان 2004-2005               | شهيد غاندي يزد      | راه آهن            |
| دوري آزادغان 2005-2006               | مس كرمان            | بيكان              |
| دوري آزادغان 2006-2007               | شيرين فراز كرمانشاة | بكاه كيلان (داماش) |
| دوري آزادغان 2007-2008               | بايام مشهد          | سپاهان نوین اصفهان |
| دوري آزادغان 2008-2009               | ستيل آذين           | تراكتور سازي تبريز |
| دوري آزادغان 2009-2010               | شهرداري تبريز       | نفط طهران          |
| دوري آزادغان 2010-2011               | داماش كيلان         | مس سرچشمه          |
| دوري آزادغان 2011–12                 | بيكان               | ألومينيوم هرمزغان  |
| دوري آزادغان 2012–13                 | استقلال خوزستان     | غسترش              |
| دوري آزادغان 2013-2014               | بديده               | نفط مسجد سليمان    |
| دوري آزادغان 2014-15                 | فولاد نوین خوزستان  | مشكي بوشان خراسان  |
| دوري آزادغان 2015–16                 | بيكان               | ماشين سازي تبريز   |
| دوري آزادغان 2016-2017               | بارس جنوبي جم       | سيبدرود رشت        |
| دوري آزادغان 2017–18                 | نفط مسجد سليمان     | نساجي مازندران     |
| دوري آزادغان 2018–19                 | كل‌ كهر سیرجان       | شاهين بوشهر        |

بعد تأسيس دوري المحترفين الإيراني باعتباره دوري كرة القدم المحترف في إيران ، تم الإعلان عن دوري آزادكان كثاني أعلى دوري محترف في نظام الدوري الإيراني لكرة القدم. فاز نادي استقلال أهواز بموسم دوري آزادغان 2001-02 وتم ترقيته إلى دوري المحترفين الإيراني. كما تمت ترقية صنعت نفط عبادان إلى دوري المحترفين الإيراني. شارك 22 ناديًا في مجموعتين من 11 فريقًا تتضمن مرحلة نهائية لأفضل أربعة فرق. تم تغيير الشكل إلى دوري كلاسيكي يضم 16 فريقًا خلال الموسمين التاليين. أصبح نادي شموشك نوشهر البطل في دوري آزادغان 2002-2003 ، بينما فاز صبا باتري قم بلقب الدوري في موسم دوري آزادغان 2003-2004.
مرة أخرى تم تغيير شكل الدوري في عام 2004. بين موسم دوري آزادغان 2004-2005 وموسم دوري آزادغان 2007-2008 ، لعب 24 ناديًا في مجموعتين من 12 فريقًا. بعد فوز نادي شهيد غاندي يزد بالدوري في دوري آزادغان 2004-2005 ، أصبح مس كرمان البطل في موسم دوري آزادغان 2005-2006. صنعت نفط عبادان ، الفريق الثالث في دوري آزادغان 2004-2005. في موسم دوري آزادغان 2006-2007 ، أصبح نادي بكاه كيلان وشيرين فراز أبطال الدوري. أيضا ، صنعت نفط عبادان تمت ترقيته تلقائيًا إلى دوري المحترفين الإيراني بسبب الجدل حول الترقية في موسم دوري آزادغان 2004-2005.
بعد فوز بايام مشهد باللقب في موسم دوري آزادغان 2007-2008 ، ارتفع عدد الفرق إلى 28 فريقًا قبل بداية موسم دوري آزادغان 2008-2009. لعبوا في مجموعتين من 14 فريقًا حتى 2013. عاد نادي تراكتور سازي تبريز إلى دوري المحترفين الإيراني بالفوز بموسم دوري آزادغان 2008-2009 إلى جانب نادي ستيل آذين. كان شهرداري تبريز ونفط طهران البطلان في موسم دوري آزادغان 2009-2010 ، قبل فوز داماش كيلان بالدوري في دوري آزادغان 2010-2011. وفاز بيكان بلقب الدوري دوري آزادغان 2011–12 ، بينما فاز غسترش واستقلال خوزستان بالدوري بعد عام واحد دوري آزادغان 2012–13 . على الرغم من أن نادي شهرداري تبريز كان فائز بمجموعته ، لكن تم هبوطه بسبب التلاعب بنتائج المباريات.
تم تخفيض عدد الفرق في الموسمين القادمين. شارك 26 ناديًا في دوري آزادغان 2013-2014 ، بينما لعب 24 فريقًا في موسم دوري آزادغان 2014-15. فاز بديده باللقب في دوري آزادغان 2013-2014 بعد فوزه على نفط مسجد سليمان في نهائي الدوري. بعد موسم واحد دوري آزادغان 2014-15، تمكن فولاد نوين الفوز بالدوري بعد فوزه على مشكي بوشان خراسان في النهائي. نظرًا لأن فولاد نوفين هو الفريق الاحتياطي أو الرديف لفولاد خوزستان الموجود بالفعل بدوري المحترفين الإيراني لهذا الموسم، لم يتمكنوا من الترقية إلى دوري المحترفين. بدلاً من فولاد نوفين ، سُمح لاستقلال اهواز بالترقي.

## منذ عام 2015
قبل بداية موسم دوري آزادغان 2015–16 ، عادوا إلى شكل الدوري الكلاسيكي. شارك 20 ناديًا في 2015–16 ، قبل أن يتم تخفيض عدد الفرق إلى 18 فريقًا بعد موسم واحد. وفاز بيكان بموسم 2015-16 ، متقدماً عن ماشين سازي. في عام 2017 ، قام بارس جنوبي جم بالترقي إلى دوري المحترفين الإيراني بعد فوزه في دوري آزادغان 2016-2017. كما عاد سيبدرود رشت إلى دوري المحترفين الإيراني. كما هو الحال في موسم 2016-2017 ، موسم دوري آزادغان 2017–18 نفط مسجد سليمان فاز بالدوري ، بينما نساجي مازندران أصبح وصيفاً، موسم دوري آزادغان 2018–19 تأهل نادي كل‌ كهر سیرجان وشاهين بوشهر إلى دوري المحترفين الإيراني.

## النظام
في الماضي ، تم تغيير شكل وعدد الفرق لعدة مرات. منذ عام 2016 ، يضم الدوري 18 فريقًا. على مدار الموسم ، الذي يمتد سنويًا من يوليو إلى مايو التالي ، يلعب كل فريق مرتين ضد الآخرين في الدوري ، مرة واحدة في ملعبه ومرة خارج ملعبه ، مما يؤدي إلى تنافس كل فريق في 34 مباراة في المجموع. يتم منح ثلاث نقاط للفوز ، واحدة للتعادل و صفر للخسارة. يتم ترتيب الفرق في جدول الدوري من خلال النقاط المكتسبة ، ثم فرق الأهداف ، ثم تسجيل الأهداف ثم الرقم القياسي الخاص بهم في ذلك الموسم. في نهاية الموسم ، يتم ترقية أفضل فريقين إلى دوري المحترفين الإيراني والفرق الثلاثة السفلية إلى دوري الدرجة الثانية. أيضاً يمكن لجميع الفرق في دوري آزادكان المشاركة في الكأس (كأس حذفي).

## وصلات خارجية
- Azadegan League Website
- Azadegan League Stats
- Azadegan League Live Score, Player Statistics
- PFDC - Persian Football Dot Com
- Iran Goals نسخة محفوظة 19 سبتمبر 2020 على موقع واي باك مشين.
- Iran Sports Press
- Pars Football
- RSSSF database about Iranian league football.